# Fischeria panamensis
Fischeria panamensis är en oleanderväxtart som beskrevs av Spellman. Fischeria panamensis ingår i släktet Fischeria och familjen oleanderväxter. Inga underarter finns listade i Catalogue of Life.